# 6·15 남북 공동선언

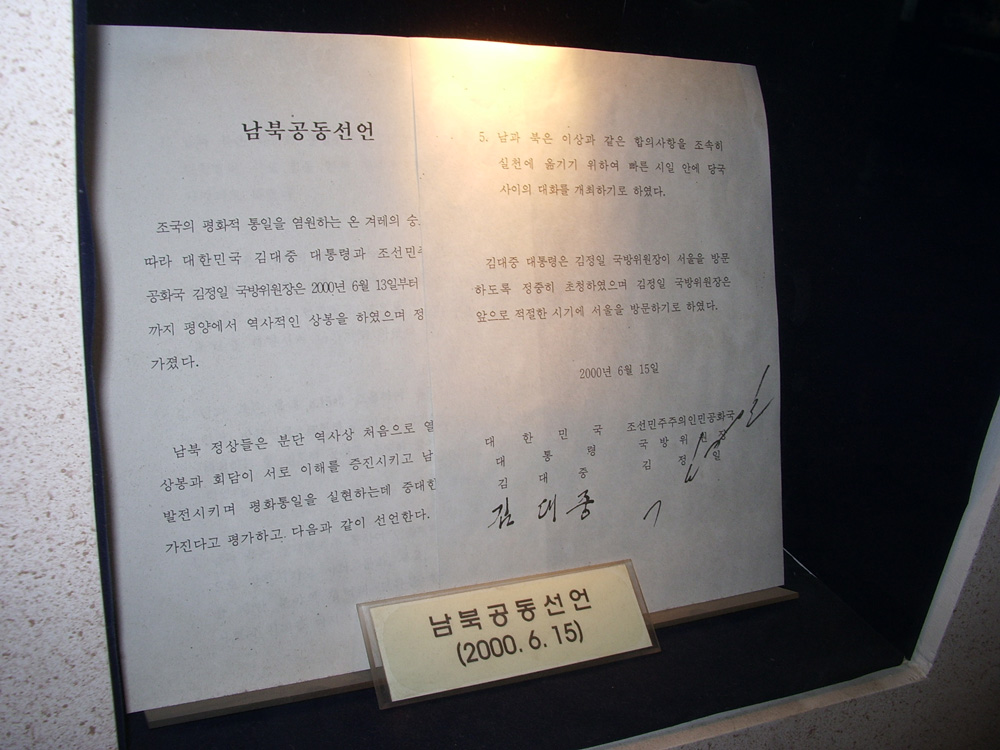
경기도 파주 통일전망대에 전시된 6·15 남북 공동선언 원문

6·15 남북 공동선언(6·15 南北 共同宣言)은 2000년 6월 15일 평양에서 대한민국의 김대중 대통령과 조선민주주의인민공화국의 김정일 국방위원장이 정상회담을 통해서 발표한 공동 선언이다.

## 배경
김대중 대통령은 취임 이후 햇볕정책을 발표하였으며, 이에 김정일 위원장이 호응하며 6.25 전쟁 이후로 단 한번도 남북 정상회담이 없었던 가운데, 열리게 된 최초의 남북 정상회담이다.

## 남북 공동선언문
〈6·15 남북 공동 선언〉은 대한민국의 대통령 김대중과 조선민주주의인민공화국 국방위원장 김정일 사이의 회담을 통해 만들어진 선언문으로 다음과 같다.

1. 남과 북은 나라의 통일문제를 그 주인인 우리 민족끼리 서로 힘을 합쳐 자주적으로 해결해 나가기로 하였다.
2. 남과 북은 나라의 통일을 위한 남측의 연합제안과 북측의 낮은 단계의 연방제안이 서로 공통성이 있다고 인정하고 앞으로 이 방향에서 통일을 지향시켜 나가기로 하였다.
3. 남과 북은 올해 8·15에 즈음하여 흩어진 가족, 친척방문단을 교환하며 비전향장기수 문제를 해결하는 등 인도적 문제를 조속히 풀어 나가기로 하였다.
4. 남과 북은 경제협력을 통하여 민족경제를 균형적으로 발전시키고 사회·문화·체육·보건·환경 등 제반 분야의 협력과 교류를 활성화하여 서로의 신뢰를 다져 나가기로 하였다.
5. 남과 북은 이상과 같은 합의사항을 조속히 실천에 옮기기 위하여 이른 시일 안에 당국 사이의 대화를 개최하기로 하였다.

김대중 대통령은 김정일 국방위원장이 서울을 방문하도록 정중히 초청하였으며 김정일 국방위원장은 앞으로 적절한 시기에 서울을 방문하기로 하였다.

합의안 두 번째 안에서 보듯 남측의 연합 단계와 북측의 낮은 단계 연방제안이 공통점이 있다며 이 방향에서 통일을 지향하기로 합의했다. 남한 정부의 3단계 통일방안 중 1단계인 ‘남북연합’은 남과 북이 독립국가로서 협력기구를 제도화하는 것이 골자다. 남북연합 정상회의, 남북연합회의(국회), 남북연합 각료회의 등을 통해 교류를 넓혀 가는 단계를 말하며, 국방 및 외교권은 남북이 각각 소유하는 ‘1민족 2국가 2체제 2정부’를 뜻하는 것이다. 반면에 북조선은 ‘느슨한 연방제’를 주창하며 ‘완전한 고려연방제’달성 앞서서 잠정적으로 지역 정부에 국방과 외교권 등까지 부여하는 것으로 북한의 연방제는 ‘1민족 2체제 2정부’는 같으나 ‘1국가’를 표방하고 있다.
이 안은 남북한의 체제공존을 인정하고 있다는 점에서 남북연합과 일정부분 공통점을 가지고 있다.

## 같이 보기
- 2000년 남북정상회담
- 10.4 남북정상선언
- 판문점 선언
- 9월 평양공동선언
- 낮은 단계의 연방제
- 한국의 통일 방안